# St. Salvator (Lauf an der Pegnitz)

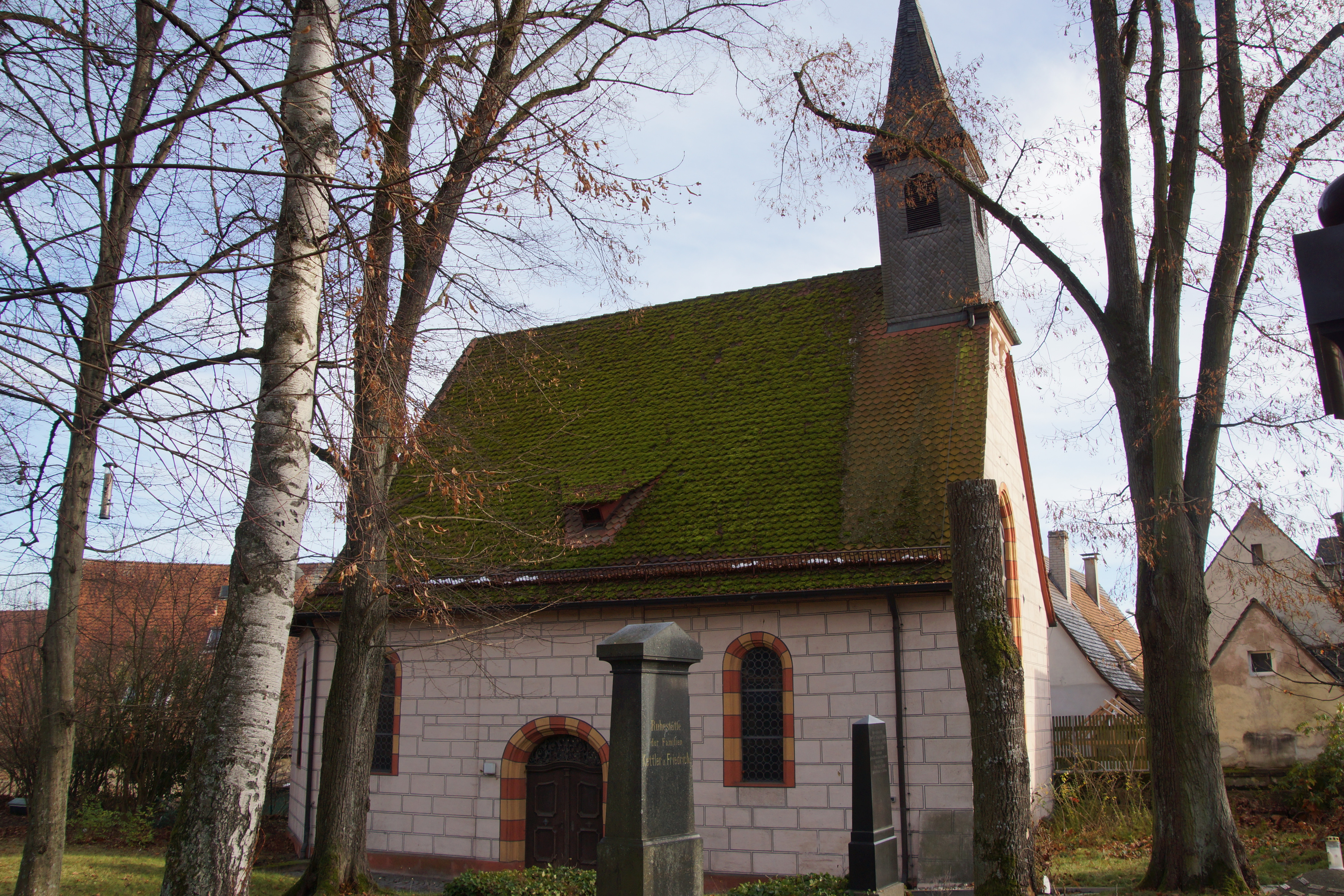
St. Salvator (Lauf an der Pegnitz)

Die evangelische, denkmalgeschützte Friedhofskapelle St. Salvator steht am Rande des Kirchfriedhofs von Lauf an der Pegnitz, der Kreisstadt im Landkreis Nürnberger Land (Mittelfranken, Bayern). Das Bauwerk ist unter der Denkmalnummer D-5-74-138-65 als Baudenkmal in der Bayerischen Denkmalliste eingetragen. Der Friedhof wird von der Kirchengemeinde verwaltet.

## Beschreibung
Die dreiseitig geschlossene Saalkirche aus Quadermauerwerk wurde 1658/59 errichtet. Über der Fassade im Westen erhebt sich ein quadratischer, mit einem spitzen Helm bedeckter Dachreiter, der hinter den Klangarkaden den Glockenstuhl beherbergt. Die Kirchenausstattung, wie der Altar und die Kanzel, stammt aus der Bauzeit. Die Orgel war 1700 von Elias Hößler gebaut worden. Von ihr ist nur noch der Prospekt an der Brüstung der Empore erhalten.